# Bernard Couillaud
Bernard J. Couillaud (né le 7 mars 1944 et mort le 14 août 2017) est un physicien et chef d'entreprise français. 

## Biographie
Né en France, il obtient un doctorat en physique des lasers de l'université Bordeaux-I en 1978. 
Il est professeur assistant à l'université de Bordeaux de 1968 à 1974 et de 1976 à 1979 où il lance avec André Ducasse la thématique laser avec la création d'une petite équipe CNRS, avant de partir aux États-Unis.  
Il est le co-créateur avec Theodor W. Hänsch (lauréat du prix Nobel de physique en 2005) de la technique dite Hansch-Couillaud de stabilisation de fréquence de laser lorsqu'il était chercheur invité au département de physique de l'Université de Stanford, Californie.  

### Directeur d'entreprise
Couillaud rejoint la société Coherent, Inc. (en) en 1983 en tant qu'ingénieur et responsable de la division lasers de l'entreprise. Il devient directeur technique en 1987 puis directeur de l'unité commerciale en 1990, et vice-président et directeur général du groupe Lasers en 1992. Il fut nommé président directeur général de l'entreprise en juillet 1996.
Il est également l'ancien directeur de la société Oclaro Inc. (04/2009–07/2011).

### Postérité
Le prix Bernard J. Couillaud fut créé en son honneur. Il est décerné aux jeunes chercheurs et chercheuses (1-5 ans de carrière) dans le domaine des lasers ultra-rapides depuis 2019. Ce prix a été créé en partenariat entre la société Coherent Inc. et la fondation OSA. 